# Stuurman (rang)

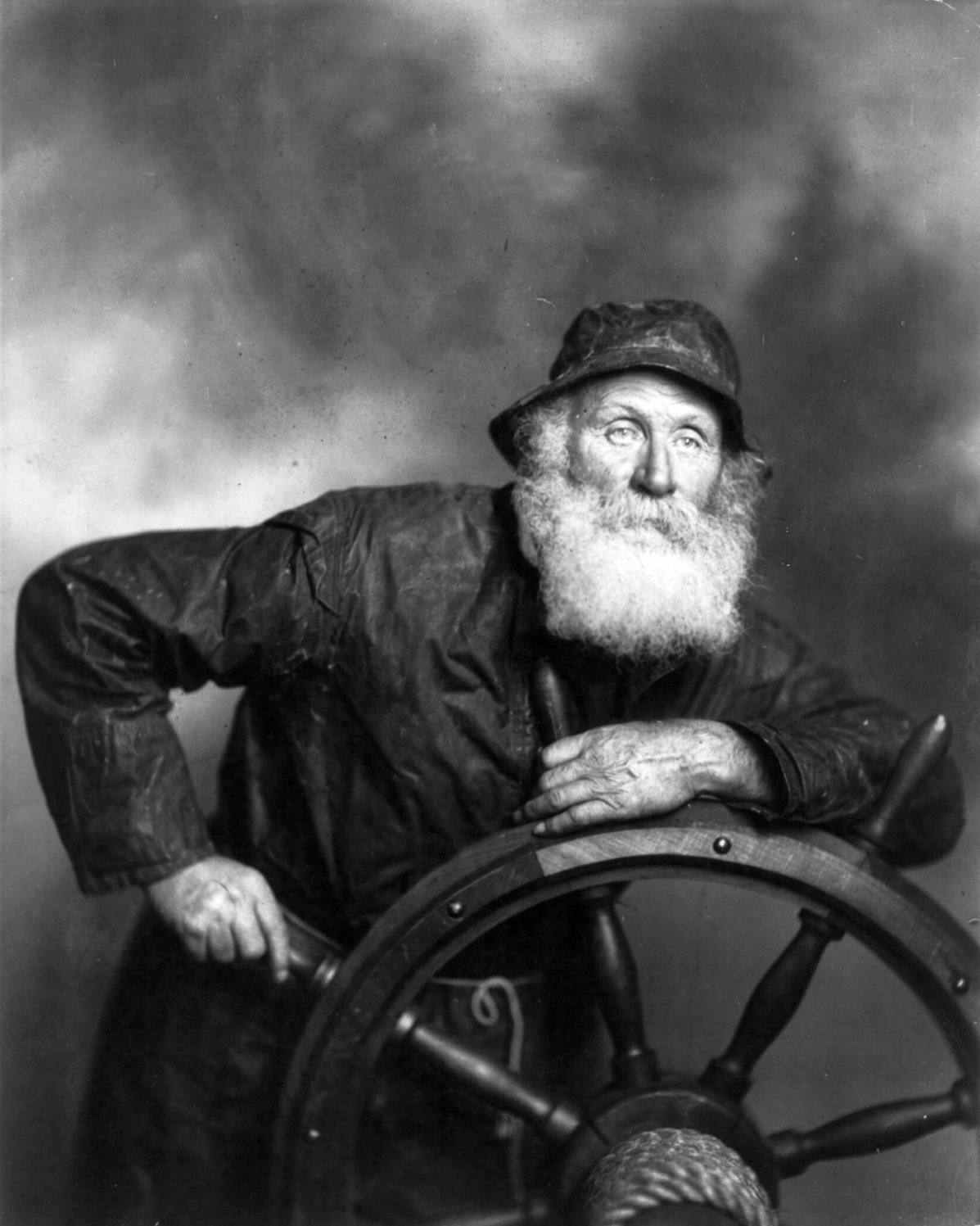
Man met pet en baard poserend als stuurman aan het stuurwiel van een schip

Stuurman is een scheepsofficier die de navigatie aan boord van een schip voert en zorg draagt voor de veiligheid, belading en onderhoud.

## Rol
De eerste stuurman is aan dek de chef van dienst en is dus verantwoordelijk voor het aansturen van de dekploeg (bootsman en matrozen) en heeft de lading onder zijn beheer. Wanneer de kapitein niet langer het gezag kan voeren zal de eerste stuurman optreden als plaatsvervangend kapitein.
De stuurman was oorspronkelijk de man aan het roer, die hiermee de koers van het schip kon bepalen. Dit is tegenwoordig de roerganger en de stuurman is een dekofficier van het schip.
Aan boord van Nederlandse vracht- en passagiersschepen is de functie onderverdeeld in een eerste stuurman en een tweede stuurman, en aan boord van grote schepen nog een derde stuurman en zelfs vierde stuurman. In Nederland bestaat sinds de jaren 1980 geïntegreerd varen: de functies van stuurman en werktuigkundige zijn hierbij samengevoegd tot de functie van maritiem officier. Dit is echter in de praktijk nooit goed van de grond gekomen en wordt alleen op de schepen van Hartman Seatrade en kleinere kapitein-eigenaren nog op kleine schaal gedaan.
Op grotere binnenvaartschepen beschikt men soms ook over een stuurman.
Stuurlieden van het vrouwelijk geslacht worden met stuurman aangesproken, er bestaan in de vaart geen stuurvrouwen.

## Verantwoordelijkheden
Elke stuurman heeft naast zijn zee- of havenwacht ook nog een aantal eigen verantwoordelijkheden. Deze zijn per rederij verschillend:
- De eerste stuurman is aan dek de chef van dienst en is dus verantwoordelijk voor het aansturen van de dekploeg (bootsman en matrozen) en heeft de lading onder zijn beheer. Vaak zal de eerste stuurman ook als mentor fungeren voor een eventuele stagiair. Als er geen scheepsarts aan boord is, zal de eerste stuurman ook de noodzakelijke medische handelingen verrichten, daarom moeten alle eerste stuurlieden en dus ook kapiteins een ziekenhuisstage of een vervangende medische cursus gevolgd hebben. Naast dit alles vervangt de eerste stuurman de kapitein als die niet meer in staat is om het commando te voeren. Op zee heeft de eerste stuurman meestal de 4-8 wacht
- de tweede stuurman heeft meestal de verantwoordelijkheid over het maken van de reisvoorbereiding, het corrigeren van de zeekaarten en het onderhoud van de navigatie-instrumenten. Vaak zal hij ook verantwoordelijk zijn voor het bijhouden van het veiligheidspapierwerk, zoals administratie die voortvloeit uit SOLAS, ISM, ISPS en een gedeelte van het praktische onderhoud aan de veiligheidsmiddelen. Ook het organiseren van oefeningen kan tot zijn/haar taak behoren. De tweede stuurman loopt op zee meestal de 12-4 wacht, ook wel de hondenwacht genoemd
- de derde stuurman is meestal verantwoordelijk voor de veiligheidsmiddelen: reddingsboten en brandweermateriaal. Dit in samenwerking met de tweede stuurman, die vaak het papierwerk bijhoudt. Ook het verbeteren van de navigatieboekwerken, zoals de lichtenlijsten, pilots en ALRS. Afhankelijk van zijn ervaring en de verkeersdrukte loopt de derde stuurman de 8-12 wacht zelfstandig of samen met de kapitein

## Opleidingen in Nederland
Hoofdzakelijk zijn er in Nederland twee opleidingsniveaus: mbo en hbo. Tegenwoordig is het op het mbo mogelijk om de gespecialiseerde richting stuurman te kiezen voor de normale scheepvaart. Op het niveau hbo is dat tegenwoordig ook zo. Voor mbo-opleidingen kan worden gekeken in Zwolle, Harlingen, Delfzijl, Den Helder, Enkhuizen, IJmuiden, Rotterdam en Vlissingen. De hbo-opleidingen bevinden zich in Vlissingen, Amsterdam, Rotterdam en op Terschelling.

## Arbeidsvoorwaarden
Grote invloed op de arbeidsvoorwaarden is de verhouding vaar-/verlofdagen. Daarin kunnen rederijen sterk verschillen. De vroegere tijden van 1 jaar op zee zitten en dan een paar weken thuis zijn eigenlijk voorbij. Tegenwoordig zijn er al vele rederijen die varen met het systeem 1 op = 1 af. De uitzendtermijnen variëren van 1 à 2 weken tot ongeveer 4 maanden, naargelang het vaargebied, type vaart (tanker/ zware lading/ multi purpose/ container).

## Zeevisserij
Ook op vissersschepen is de rang van stuurman in gebruik. Hij is na de schipper de meest verantwoordelijke aan boord. Een stuurman wordt in staat geacht de schipper te vervangen wanneer deze - om wat voor reden dan ook - niet in staat is zijn taak als gezagvoerder te vervullen. Voor zowel hem als voor een schipper geldt dat hij - naast zijn zeereizen - zijn vakbekwaamheid heeft verkregen na een eerder gevolgde opleiding aan de wal.

## Wetenswaardigheden
- Op de toenmalige vloot van bomschuiten van de Hollandse kustdorpen werd een gezagvoerder van een dergelijk vaartuig aangeduid als stuurman en ook als zodanig aangesproken. De tweede man aan boord, in feite dus de stuurman, werd hier stuurmansmaat genoemd.
- De roerganger in een roeisloep wordt ook stuurman genoemd, aangezien deze ook de verantwoordelijkheid draagt voor de route en de roeiers. In de roeisport kan men wel een stuurvrouw vinden.